# Kultura abaszewska
Kultura abaszewska – kultura archeologiczna epoki brązu z pogranicza strefy stepowej i leśnej we wschodniej Europie.

## Geneza
Proces kształtowania się kultury abaszewskiej został zapoczątkowany przez koczownicze grupy ludności stepowej, penetrującej obszary europejskiego lasostepu w górnym dorzeczu Donu. W pierwszej połowie II tysiąclecia p.n.e. ludność ta przybyła na obszar dorzecza rzek Sury i Swiagi, zajęty dotąd przez osadnictwo kultury bałanowskiej. Jej ekspansja musiała wiązać się z poszukiwaniem rud metali, bowiem ludność tej kultury przejęła miejsca wydobycia związane z ludnością reprezentującą horyzont sejmińsko-turbiński. O charakterze tego procesu poświadczają znaleziska z kurhanu z miejscowości Pepkino w rejonie górno-marijskim, gdzie odkryto zbiorową mogiłę 27 wojowników, w których kościach tkwiły groty strzał. Z czasem ludność kultury abaszewskiej została zepchnięta na prawobrzeżną część Powołża.

## Chronologia i obszar występowania
Kultura abaszewska rozwijała się według lat kalibrowanych w okresie 2200-1700/1600 p.n.e. Swoim zasięgiem obejmowała ona głównie dorzecze Wołgi na odcinku od Jarosławia aż po Kazań, po czym pod koniec II tysiąclecia została zepchnięta przez kulturę grobów zrębowych do dorzecza Wołgi i Wiatki.

## Gospodarka
Dominowała hodowla, często w typie pasterskim, jednak z biegiem czasu wraz ze stabilizacją osadnictwa coraz bardziej rozwinięte było także rolnictwo. Wśród hodowanych zwierząt dominowało bydło, znaczną rolę odgrywały także drobne przeżuwacze, zwłaszcza w okresach charakteryzujących się o wiele większą ruchliwością, czyli na początku istnienia tej kultury oraz w niektórych grupach pod koniec II tysiąclecia p.n.e. W późniejszym okresie dość często zaczęły występować wśród hodowanych zwierząt świnie.

## Osadnictwo i budownictwo
W początkowej fazie istnienia kultury abaszewskiej ludność ją reprezentująca wykazywała się znaczną ruchliwością, co w przełożeniu na osadnictwo wiąże się z istnieniem krótko zamieszkanych osad. Osiedla lokowano często w pobliżu złóż miedzi, dla których zapuszczano się na obszary południowego Uralu. Z biegiem czasu, wraz ze zwiększeniem roli rolnictwa, osadnictwo zaczęło ulegać stabilizacji. Upowszechniły się wtedy wielkie osiedla z budowlami o konstrukcji słupowej i dwuspadowymi dachami. Interesujące obiekty odkryto na stanowisku archeologicznym położonym w miejscowości Šilovskoje pod Woroneżem, gdzie odkryto osiem dużych budynków, pozostałości warsztatu odlewniczego i dwa obiekty kultowe.

## Obrządek pogrzebowy
W kulturze abaszewskiej dominują groby kurhanowe o formie licowanych i przykrywanych drewnem jam. Ciała chowano na osi wschód-zachód, z głową skierowaną na wschód. Typowe są tutaj pochówki wtórne, pochówki zdekompletowane i naruszone oraz kenotafy, czyli symboliczne groby bez szczątków zmarłego. Bardzo dużą rolę w obrządku pogrzebowym odgrywał ogień, o czym świadczą pozostałości znajdujących się nad jamą lub wokół niej spalonych naziemnych konstrukcji, na które dopiero nasypywano kopiec. Do jam grobowych wsypywano także rozżarzony węgiel. Zmarłych zaopatrywano w broń brązową lub krzemienną i liczne ozdoby stroju, a także składano do grobów ofiary ze zwierząt, najczęściej poćwiartowanych sztuk. W strefach, w których ludność abaszewska wchodziła w kontakt z innymi ugrupowaniami, mamy do czynienia z mogiłami zbiorowymi wojowników, co potwierdza agresywny charakter omawianej kultury. Przykładami takich mogił są kurhany w miejscowościach Staro Ardatovsk na Powołżu i Jukalekulev w Baszkirii.

## Inwentarz
Z kulturą abaszewską wiąże się ogromny rozwój metalurgii i odlewnictwa brązowego, jaki zaszedł w drugiej połowie II tysiąclecia p.n.e. na obszarach wschodnioeuropejskiego lasostepu i ogromnego obszaru od Powołża i południowego Uralu na wschodzie do Karelii i Finlandii na zachodzie, gdzie docierały wpływy ludności abaszewskiej. Do charakterystycznych dla omawianej jednostki wyrobów należą: topory ze zwisającym obuchem, groty oszczepów z kutymi tulejkami, sztylety, noże, płaskie siekiery oraz bardzo duża liczba różnego rodzaju ozdób, takich jak wisiorki czy diademy.
Liczne są również wyroby krzemienne, na przykład noże, sierpy i skrobacze.

## Zanik
Pod koniec II tysiąclecia p.n.e. na obszary zajmowane przez kulturę abaszewską napłynęły grupy późnej kultury grobów zrębowych, wypierając ludność omawianej jednostki taksonomicznej w kierunku północnym w dorzecze Wołgi i Wiatki, gdzie około 900 lat p.n.e. jednostka ta zanikła.